# Botanophila papiliocera
Botanophila papiliocera är en tvåvingeart som beskrevs av Deng 1997. Botanophila papiliocera ingår i släktet Botanophila och familjen blomsterflugor. Inga underarter finns listade i Catalogue of Life.